# The Life and Times of Juniper Lee
The Life and Times of Juniper Lee (também conhecida apenas como Juniper Lee) (bra: A Vida e Aventuras de Juniper Lee) é uma série de desenho animado americana criada pelo ex-astro de reality show da MTV, Judd Winick, para o Cartoon Network e produzida pelo Cartoon Network Studios. Estreou em 30 de maio de 2005 no Cartoon Network e terminou sua exibição em 9 de abril de 2007.

## Premissa
A trama gira em torno da vida de uma pré-adolescente chamada Juniper Lee, que vive em Baía das Orquídeas. Inspirada na cidade natal adotiva de Winick, São Francisco, a cidade é um centro de atividades místicas, repleta de monstros e demônios, tanto bons quanto malignos. O mundo mágico e o mundo humano são separados por uma barreira mística invisível, conhecida como "O Véu", que impede os humanos comuns de verem eventos ou criaturas relacionadas à magia. Recentemente, Juniper foi escolhida como a nova Te Xuan Ze, a guardiã responsável por manter o equilíbrio entre os dois mundos. 
Para cumprir sua missão, ela recebeu poderes mágicos que a tornaram muito mais forte e rápida do que uma pessoa comum. Suas habilidades incluem força, velocidade, agilidade e reflexos sobre-humanos, além da capacidade de lançar diversos feitiços para ajudá-la. Porém, manter esse equilíbrio frequentemente atrapalha sua vida pessoal, incluindo os estudos e a vida social, tendo que sempre achar um jeito de conciliar tudo.

## Elenco de voz

### Principal
- Lara Jill Miller como Juniper "June" Kim Lee, a protagonista da série. Juniper é uma garota sino-americana de 11 anos, energética, que vive na Baía das Orquídeas e é a atual Te Xuan Ze. Como a Te Xuan Ze, ou protetora do mundo, seu dever é manter o equilíbrio entre a Terra e o mundo da magia. Quando seu bracelete brilha, ela entende que precisa ajudar os monstros do bem que estão com problemas e cumprir seu objetivo principal: acabar com os monstros do mal que causam confusão no mundo dos humanos. Porém, há uma barreira mágica que a impede de sair da Baía das Orquídeas, o que a deixa frustrada, pois isso a impede de realizar seu grande sonho de ir para uma universidade e se tornar astronauta. Juniper tem pouco conhecimento sobre o mundo da magia, geralmente confiando em sua superforça, nos conselhos de sua avó, Ah-Mah, e em seu cachorro encantado, Monroe, para derrotar seus inimigos. Juniper possui cabelo preto e, depois de herdar os poderes da Te Xuan Ze, uma mecha de cabelo do lado esquerdo muda para branco da raiz às pontas (a avó de Juniper, Jasmine, a antiga Te Xuan Ze, possui a mesma mecha). Juniper mais tarde pinta essa mecha de rosa avermelhado. A flor de junípero simboliza proteção, referindo-se ao papel de Juniper como Te Xuan Ze, protegendo os outros.
- Amy Hill como Jasmine Lee "Ah-Mah" (chinês: 阿嬤; pinyin: Ā-mā; lit. 'Avó'; em pt: 'Vó Ama'), é a avó de Juniper e Ray Ray e a antiga Te Xuan Ze. Ela é calma e deliberada na maioria das situações, mas bruta e valente quando necessário. Aos 69 anos, ela ajuda Juniper quando está em apuros. No episódio "Monster Con", Ah-Mah ainda mostra possuir uma quantidade significativa de força e velocidade mágicas, embora sua resistência e durabilidade estejam severamente reduzidas a ponto de ela não conseguir ficar em pé sozinha após dois ou três minutos de combate ( devido à sua idade avançada). No primeiro episódio, ela afirma que não era mais possível agir como Te Xuan Ze. Jasmine é mãe de Michael (pai de Juniper), que não herdou os poderes de Te Xuan Ze, pulando uma geração e sendo passado para sua filha.
- Kath Soucie como Ray Ray Lee, o irmão mais novo de Juniper, com 8 anos. Ele é hiperativo, um pouco ingênuo e sempre se mete em encrenca, especialmente quando lida com o mundo da magia. Assim como Juniper, Ray Ray consegue ver através da barreira mágica, mas essa habilidade não é natural. Quando Juniper ganhou seus poderes, um grupo de demônios tentou drená-los dela. Ray Ray interveio sem querer, fazendo com que parte dos poderes dela fosse transferida para ele. Ele é bastante impulsivo e muitas vezes se mete em encrenca quando lida com o mundo mágico. Ray Ray também tem uma relação de "rivalidade" com Juniper, embora seja claro que ele se importa muito com ela. Nos episódios após "O Brother, What Art Thou?", Ray Ray se torna um homúnculo, com sua mente transferida para um corpo artificial após acidentalmente transformar seu corpo original em um enorme dinossauro ao ingerir uma poção de crescimento destinada a fazer um gigante voltar ao seu tamanho normal.
- Carlos Alazraqui como Monroe Connery Boyd Carlyle McGregor Scott V (Monroe), um pug encantado de origem escocesa. Ele é bastante instruído no mundo da magia, pois vive há mais de 600 anos e ajudou todos os Te Xuan Ze durante sua vida. Ele se considera uma enciclopédia ambulante quando o assunto é magia e história; apesar disso, sua capacidade de utilizar poderes e artefatos mágicos é bastante limitada, segundo ele, pelo fato de não ter mãos agarráveis com polegares oponíveis, fazendo Juniper o tratar apenas como seu cachorro de estimação, apesar de seu conhecimento. Monroe foi magicamente aprimorado, permitindo que ele fosse compreendido por aqueles que podem ver através da barreira mágica, enquanto pessoas normais apenas o ouvirão latindo. Monroe sofre de intolerância à lactose.
- Alexander Polinsky como Dennis Lee, o irmão mais velho de 15 anos de Juniper e Ray Ray. Ele é considerado impaciente, rabugento e cínico, não levando Juniper ou Ray Ray a sério, tendo como costume chamá-los de apelidos. Ele adora mangás e videogames, porém não gosta que mexam em suas coisas. O único momento em que entra em sintonia com os irmãos é quando os três se reúnem para tocar rock. No episódio "Sealed With a Fist", Dennis descobre que sua irmã é a atual Te Xuan Ze e passa a confiar mais nela após trabalharem juntos com Boomfist e o time heróico H.A.T.E. (Heroes Against Terrible Evildoers) para derrotar os vilões da L.O.V.E. (League of Villainous Evildoers). Depois disso, ele começa a ajudar Juniper e Ray Ray de vez em quando, aprendendo um pouco sobre magia no processo.
- Colleen O'Shaughnessey como Jody Irwin Clooney, a melhor amiga de Juniper, ela é a mais feliz do grupo, além de ser tagarela, inteligente e muito leal. Sempre tenta animar o ambiente, mesmo de formas absurdas, e costuma ver o lado positivo de tudo, o que faz dela a mais "certinha" da turma. Ela tem uma irmã mais velha, Rachel, que é impaciente e não suporta pessoas mais novas. Jody é filha de George Clooney, embora ele nunca tenha aparecido na série. Em um episódio, Rachel celebra sua cerimônia de bar mitzvá, o que leva à especulação de que a família de Jody tenha ascendência judaica.
- Candi Milo como Ophelia Ramírez (pt: Ofélia Ramírez), uma das amigas de Juniper, uma garota gótica latina, rabugenta, cínica e emo, com cabelo de cor rosa-púrpura. Ela não gosta de muitas coisas, principalmente de coisas muito femininas, e tem um ódio especial por Roger. Quando está no comando, exige que tudo seja feito de forma perfeita. Teimosa, cética e alternativa, Ophelia é uma aspirante a roqueira punk e possui descendência hispânica (possivelmente mexicana), evidenciando o fato de sua mãe só falar em espanhol. Seu estilo e preferências musicais mudam tanto quanto a cor de seu cabelo – originalmente loiro, mas sempre tingido de rosa e roxo. Se algo vira moda, ela rapidamente perde o interesse e parte para outra. Ela afirma que jamais veste, ouve ou se associa a algo que tenha se tornado popular demais.
- Tara Strong como Roger Radcliffe Klotz Clooney Funny, um dos amigos de Juniper e o "palhaço" da turma. Muitas palavras podem descrevê-lo: descolado, skatista, punk... Mas, acima de tudo, atrapalhado. Ele faz de tudo para parecer o bacana do grupo, mas sempre acaba dando um fora. Roger tem tendências imprevisíveis e está sempre tentando convencer Ophelia a sair com ele, embora ela recuse todas as vezes. Ele também é conhecido por imitar pessoas famosas ou músicas de forma exagerada e absurda. Apesar de sua família ser revelada como rica, ele não é mimado, graças à sua personalidade animada e despreocupada.

### Recorrente
- Phil LaMarr como Marcus Conner, um garoto afro-americano bonito e popular. Juniper tem uma grande quedinha por ele, embora nunca admita. Apesar de ser parte do grupo popular, Marcus é amigo de todos e sempre se preocupa com Juniper. Ele nunca se deixa levar pela popularidade e é sempre descontraído.
- Carlos Alazraqui e Candi Milo como Michael e Barbara Lee, os pais de Juniper, Ray Ray e Dennis. Michael é o único filho de Jasmine e deveria ser o Te Xuan Ze após ela, mas o destino o pulou e acabou parando em Juniper. Michael trabalha com o Sr. Radcliffe, embora sua ocupação não seja conhecida. Sua esposa, Barbara, é uma mãe carinhosa, mas ambos não toleram problemas escolares. Ao contrário de sua filha, nem Michael nem Barbara podem ver magia ou seres encantados. Eles amam seus filhos e os disciplinam quando necessário.
- Candi Milo como Srta. Jill Gomez, a professora mexicana-americana na escola de Juniper. Embora nunca tenha sido mostrado, Ray Ray menciona no episódio "The World According to L.A.R.P." que uma vez ele acidentalmente a transformou em um rinoceronte, e até então acredita que ela era mais feliz dessa maneira.
- Martin Jarvis como William Connery Boyd Carlyle McGregor Scott IV (William), é o pai de Monroe, que anteriormente serviu como assistente da Te Xuan Ze. Ele constantemente irrita Monroe com suas piadas provocativas sobre o excesso de peso de seu filho. Apesar de ser um cachorro, ele tem uma barba curta. William gosta de partir para a ação, porém tende a agir sem pensar primeiro, o que acaba causando problemas ao filho e seus amigos. Ele parece estar mais orgulhoso de sua herança escocesa do que Monroe, já que é visto usando um kilt e tam o'shanter.
- Tara Strong como Melissa O'Malley, a rival irlandesa-americana de Juniper na escola, que sente inveja de Juniper por ela ter um namorado (Marcus) e ela não. Ela planeja separar Juniper e Marcus para roubá-lo dela. Ela é acompanhada por duas garotas sem nome que a ajudam em seus planos contra Juniper e seu grupo.
- Jeff Bennett e Dee Bradley Baker como Cletus e Gus, dois monstros recorrentes e amigos de Juniper e Ray Ray.
- Tara Strong como Lila, uma pé-grande fêmea muito mais inteligente e baixa do que os outros de sua espécie. Ela confessa gostar de cinema. Ray Ray tem uma quedinha por ela. Monroe usa um feitiço esfoliante (Exfoliax Charm) para remover a maior parte de seu excesso de pelos para que ela possa passar por humana. Ela então se matricula na escola de Juniper para aprender mais sobre os humanos. Além de ter força e reflexos comparáveis aos de Juniper, Lila tem vasto conhecimento sobre habilidades de sobrevivência. Para esconder sua verdadeira identidade dos amigos de Juniper, Lila afirma que seus pais eram guardas florestais. Por algum motivo desconhecido, ela desaparece após o episódio "Make Me Up Before You Go-Go", retornando apenas no episódio final.

### Vilões
- Sr. Johnny Braun: Um garoto sinistro de 10 anos que faz as piores maldades com as pessoas e até com seus próprios pais. Já sequestrou Juniper, mas foi derrotado por ela.
- Skeeter Khommen-Getit: Um faraó mumificado que foi revivido por um culto de magia negra. Ele não é uma múmia como as outras, que querem dominar o mundo ou atacar os humanos, em vez disso ele tem ideias mirabolantes para ganhar dinheiro — dada sua personalidade entusiástica e idealista como a de um vendedor de empreendimentos. Em sua vida humana, era instrutor de um arquiteto-chefe, mas seus projetos falharam miseravelmente. Tentou várias vezes vingar-se de Juniper por sempre estragar seus planos de ganhar fortuna fácil. Acabou devorado vivo por uma lontra-morcego. Seu nome é um trocadilho com a expressão americana "come and get it!", ("venha pegar isto!").
- Vikings de Kragnarok: São fantasmas de vikings que possuem os corpos dos amigos de Juniper, e com eles vão em busca de uma pedra mágica que os ajudarão a dominar o mundo. Seu nome é um trocadilho sobre o Ragnarök.
- Racatans: Monstros enormes que lembram hamsters gigantes. Eles devoram florestas inteiras, possuem péssimo temperamento e soltam fogo pela boca quando se enfurecem.
- Steven (João Pestana): Um vilão da história do João Pestana. Ele controla e vive no Mundo dos Sonhos — feito de sonhos humanos —, do qual tentou escapar para adentrar o mundo real — fazendo as pessoas da cidade dormirem para, em seus próprios sonhos, ajudá-lo a construir um enorme portal mágico que o levaria para o mundo real. Por ter sido nesta ocasião derrotado por Juniper, acabou banido para o sonho de um homem perdido numa ilha deserta. Em sua outra aparição, sem mais ambições ou vingança, tentou apenas retornar ao Mundo dos Sonhos, causando ainda mais problemas para Juniper. Seu verdadeiro nome é Steven, nome pelo qual odeia não ser chamado.
- Loki: O deus das trapaças e mentiras, vindo diretamente da mitologia nórdica. Tem um filho chamado Taylor Evermore.
- Tia Roon: Uma bruxa do mal que monta num peixe que fala espanhol. Ela usa um cetro mágico de onde dispara vários feitiços. Foi banida por 8 séculos pela Te Xuan Ze daquela época, depois foi libertada por um Warlock de Nível 10, um Goblin do Pus e uma Serpente Antílope.
- Cordoth, o Conquistador e sua filha: Não se sabe o nome real de sua filha. Ela planejou capturar Juniper e usar seu poderes para criar duplicatas malginas dela e seus amigos para assim libertar seu pai aprisionado. Ao ver seu pai de volta, ficou horrorizada com sua nova aparência gorda e preguiçosa — segundo ele, não havia nada a se fazer em estado de banimento, a não ser comer sem parar, o que o tornou um demônio extremamente gordo e inútil. Possivelmente, Cordoth e sua filha foram banidos de volta após isso.
- Dimitri, o Terrível: Um gigante do Ártico que não gosta do feriado mágico Ediphan, mesmo sendo extremamente preguiçoso.
- Margie & Eloise: São duas monstros fêmeas velhas que criaram um lanche chamado "Runey Stix" para ficarem ricas. Mas o lanche continha Erva de Tarambola, um ingrediente que faz os monstros ficarem mais agressivos.
- Caçadores de Batoots: São demônios motociclistas que caçam Batoots por diversão.
- Demônio Darnock: Um demônio que suga a energia vital das pessoas. Ele sugou a força vital e o conhecimento de Ah-Mah, a fim de roubar os poderes dos Sábios Mágicos.
- Freddy: Um demônio que foi contratado para roubar ovos de dragão, mas Juniper o impediu, então depois deste ocorrido ele acabou mexendo no Vórtice do Tempo, na torre de relógio da cidade, aprisionando Juniper e seus amigos fora do continuum de espaço-tempo, como se ele nunca tivessem existido no mundo. Coube a Dennis e Ray Ray trazer Juniper de volta, restaurando o continuum ao seu normal.
- Jean-Claude: Um ex-membro dos Anciãos, mas que foi banido e virou do mal. Ele tem um sotaque francês, e segundo Juniper, ele fala muito.
- Gigi: Um espécie de macaca que aprisionava seres mágicos para tirar suas forças e ficar mais jovem.

## Inspiração
Em entrevista, Winick afirmou que Juniper Lee foi inspirada tanto em The Simpsons quanto em Buffy the Vampire Slayer. No entanto, ele destaca que Juniper segue os passos de Buffy, dizendo:

## Lançamento
The Life and Times of Juniper Lee estreou no Cartoon Network em 30 de maio de 2005, às 19h (ET/PT).

### Transmissão
Em 11 de abril de 2017, a série foi adicionada ao serviço de streaming do Boomerang nos Estados Unidos, tornando-se uma das poucas produções disponíveis no aplicativo que não foram exibidas no canal Boomerang dos EUA. Embora tenha sido transmitida apenas em tela cheia 4:3, Juniper Lee é a primeira série original do Cartoon Network a ser produzida em formato widescreen 16:9 em alta definição. Atualmente, a série é reprisada no canal Pogo na Índia, Boing na Nigéria, África do Sul e França, Boomerang na Tailândia e Tooncast na América Latina.

## Quadrinhos
Histórias baseadas na série foram apresentadas nas edições do Cartoon Network Action Pack.

## Prêmios e indicações
| Ano  | Nomeação                 | Categoria                                                                | Nomeado(s)                                       | Resultado |
| ---- | ------------------------ | ------------------------------------------------------------------------ | ------------------------------------------------ | --------- |
| 2006 | Primetime Emmy Award     | Realização Individual Excepcional em Animação                            | Frederick Gardner em "Adventures in Babysitting" | Venceu    |
| 2006 | Annie Award              | Melhor Design de Produção em uma Produção de Animação para a Televisão   | Alan Bodner em "Enter Sandman"                   | Indicado  |
| 2007 | Annie Award              | Melhor Design de Personagem em uma Produção de Animação para a Televisão | Mike Kunkel em "Party Monsters"                  | Venceu    |
| 2007 | Annie Award              | Melhor Design de Produção em uma Produção de Animação para a Televisão   | Alan Bodner em "Water We Fighting For?"          | Indicado  |
| 2007 | Writers Guild of America | Melhor Roteiro em um Programa de Animação para a Televisão               | Marsha Griffin em "Who's Your Daddy?"            | Indicado  |